# Aleksandar Atanasijević
Aleksandar Atanasijević, cyr. Александар Атанасијевић; (ur. 4 września 1991 w Belgradzie) – serbski siatkarz występujący na pozycji atakującego, reprezentant kraju, mistrz Europy 2011, uczestnik Igrzysk Olimpijskich 2012. W reprezentacji Serbii rozegrał 95 meczów.
27 maja 2022 roku w Belgradzie poślubił bułgarską siatkarkę Elicę Wasilewą. 22 listopada 2023 roku urodził się jemu syn o imieniu Teo.
Po Igrzyskach Olimpijskich 2024 w Paryżu postanowił zakończyć występy w reprezentacji Serbii.

## Sukcesy klubowe
Liga serbska:
- 2011[9]
- 2010

Puchar Polski:
- 2012[10][11]

Liga Mistrzów:
- 2012[10][11], 2017
- 2018

Liga polska:
- 2012[10][11]

Superpuchar Polski:
- 2012[10][11]

Klubowe Mistrzostwa Świata:
- 2012[10][11]

Liga włoska:
- 2018
- 2014[11], 2016, 2019, 2021

Superpuchar Włoch:
- 2017, 2019, 2020

Puchar Włoch:
- 2018, 2019

Liga chińska:
- 2024[12]

Puchar Ligi Greckiej:
- 2024[13]

Superpuchar Grecji:
- 2025[14]

Puchar Grecji:
- 2025[15]

Liga grecka:
- 2025[16]

## Sukcesy reprezentacyjne
Mistrzostwa Europy Kadetów:
- 2009

Mistrzostwa Świata Juniorów:
- 2011

Mistrzostwa Europy:
- 2011[17], 2019
- 2013, 2017

Mistrzostwa Świata U-23:
- 2013

Liga Światowa:
- 2016
- 2015

Memoriał Huberta Jerzego Wagnera:
- 2016
- 2019

## Sukcesy indywidualne
- 2009: Najlepszy atakujący Mistrzostwa Europy Kadetów
- 2011: Najlepszy punktujący Mistrzostw Świata Juniorów[18]
- 2012: Najlepszy punktujący Klubowych Mistrzostw Świata[19]
- 2013: Najlepszy atakujący Mistrzostw Świata U-23
- 2013: Najlepszy punktujący Mistrzostw Europy[20]
- 2015: Najlepszy atakujący Ligi Światowej
- 2017: Najlepszy atakujący Ligi Mistrzów
- 2018: MVP Pucharu Włoch
- 2019: Najlepszy atakujący Mistrzostw Europy

## Wyróżnienia
- Najlepszy siatkarz roku 2013 w Serbii[21]